# 396 Dywizja Strzelecka (ZSRR)
396 Dywizja Strzelecka (ros. 396-я стрелковая дивизия) – związek taktyczny (dywizja) Armii Czerwonej.
Sformowana w 1941, w związku z niemiecką agresją na ZSRR. Broniła Krymu. Poniosła znaczne straty pod Kerczem. Została rozwiązana.